# Fačkov
Fačkov (em húngaro: Facskó) é um município da Eslováquia, situado no distrito de Žilina, na região de Žilina. Tem 37,52 km² de área e sua população em 2018 foi estimada em 644 habitantes.

## Demografia
| Ano:        | 1994 | 2004   | 2014    | 2024   |
| ----------- | ---- | ------ | ------- | ------ |
| Broj ljudi: | 805  | 736    | 657     | 666    |
| Razlika:    |      | -8,57% | -10,73% | +1,36% |

| Ano:               | 2023 | 2024   |
| ------------------ | ---- | ------ |
| Número de pessoas: | 670  | 666    |
| Diferença:         |      | -0,59% |